# Rollacoasta
Rollacoasta è una canzone del cantante R&B Robin Thicke, estratto come secondo singolo ufficiale dal suo quarto album Sex Therapy. Rollacoasta è stato scelto come secondo singolo al di fuori degli Stati Uniti, mentre per il circuito statunitense come secondo singolo è stato scelto il brano It's in the Mornin’, feat. Snoop Dogg.
Il singolo è un brano funky/upbeat eseguito in collaborazione Estelle, distribuito per l'airplay radiofonico nel marzo 2010.

## Tracce
1. Rollacoasta [Main] (4:15)

## Videoclip
Il video musicale, realizzato per il singolo, è stato diretto da Gil Green e distribuito il 19 marzo 2010. Il video mostra Robin Thicke ed Estelle interpretare assieme il brano nel mezzo di un affollato e sfrenato party casalingo.